# Будова зорі

Поперечний розріз Сонця

Зоря — самосвітний космічний об'єкт, у надрах якого ефективно відбуваються (або відбувалися) термоядерні реакції з виділенням енергії.
Зоря — це гравітаційно пов'язана просторово відокремлена непрозора для випромінювання маса речовини, в якій у значних масштабах відбуваються, відбувалися або будуть відбуватися термоядерні реакції перетворення водню на гелій.
Уявлення, про те, що зорі — це далекі сонця, виникло ще в Давній Греції. Але, здавалося, що природа й цих далеких світил, і близького Сонця назавжди залишиться нез'ясованої. Так і повчав своїх учнів філософ Сократ (469–399 р. до н. е.): «Все це назавжди залишиться таємницею для смертного, і, напевно, самим богам сумно бачити намагання людини розгадати те, що вони назавжди приховали від нього…» А тому «усе, що вище нас, нас не стосується».
Через 2000 років те саме твердив французький філософ Огюст Конт (1798–1857 р.р.): «Ми нічого не можемо дізнатися про зорі, крім того, що вони існують». Тому заняття астрономією — «це марна трата часу, що не може дати ні корисних, ні цікавих результатів».
Проте, за останні сто років астрономам, всупереч песимістичним прогнозам Конта, удалося знайти відповіді на основні питання, що стосуються природи зір і фізики процесів, що відбуваються в їхніх надрах .

### Основні характеристики зір
Основними характеристиками зір є: видима зоряна величина, абсолютна зоряна величина, світність зорі, колір та температура, розміри зір, маса зорі.
Зорі відрізняються між собою кольором, блиском. А дослідження за допомогою телескопів показують, що двох однакових зір не буває[джерело?]. Ефективні температури лежать у межах від 3000 К до 50 000 К, маси різняться в сотні разів, а радіуси — в мільярди разів.

#### Видима зоряна величина
Видима зоряна величина m визначає кількість світла, що попадає від зорі у наші очі. Найтьмяніші зорі, які ще можна побачити неозброєним оком, мають mmin=+6m.
Найяскравіші зорі ще в давнину назвали зорями першої зоряної величини.
В астрономії замість вислову «освітленість від зорі» вживають термін «блиск». Зі зменшенням блиску зростає кількість зір, доступних для спостереження. На зоряні карти нанесено всі зорі, яскравіші 11-ї зоряної величини[джерело?]. У ІІ ст. до н. е. давньогрецький астроном Гіппарх склав каталог зір, видимих неозброєним оком. Він розділив усі зорі за яскравістю на шість класів: найяскравіші він назвав зорями 1-ї величини, а найтьмяніші — 6-ї. Яскраві зорі мають меншу зоряну величину, слабші зорі мають більшу зоряну величину. Відповідно до класифікації Гіппарха, зоряну величину джерела домовилися вважати тим більшою, чим зоря слабкіше. Коли з'явилися телескопи і прилади для точного вимірювання яскравості зір (фотометри), астрономи встановили, що при переході від класу до класу потік світла від зір (блиск зір) змінюється приблизно в 2,5 рази. У 1856 р англійський астроном Норман Погсон запропонував сучасну шкалу зоряних величин. При різниці в одну зоряну величину видимий блиск зір змінюється приблизно в 2,5 рази, майже як у Гіппарха. Різниця в 5 зоряних величин відповідає зміні блиску зір в 100 разів. Тоді різниця на одну зоряну величину відповідає відмінності блиску в {\displaystyle {\sqrt[{5}]{100}}\approx 2,512} рази. Видимі зоряні величини позначаються літерою m. Відношення блиску Em і Em+1 двох зір, величини яких розрізняються точно на одиницю, виражається числом {\displaystyle E_{m}/E_{m}+1={\sqrt[{5}]{100}}\approx 2,512}.
Тоді зв'язок між видимими зоряними величинами  {\displaystyle m_{2}-m_{1}=-2,5\lg(E_{2}/E_{1})}
(обернений зв'язок має вигляд {\displaystyle E_{1}/E_{2}=10^{0,4(m_{2}-m_{1})}}).
Цю залежність називають формулою Погсона.
Той факт, що одні зорі мають більший, а інші — менший блиск, не дає справжньої інформації про зорю. Дуже яскрава зоря може мати велику світність, але перебувати дуже далеко, а тому мати дуже велику зоряну величину. Для визначення справжнього блиску зорі вводять поняття абсолютної зоряної величини.

#### Абсолютна зоряна величина
Абсолютна зоряна величина M — це видима зоряна величина, яку мала б зоря, якби перебувала на стандартній відстані в 10 пк або 32,6 світлового року. Зв'язок між абсолютною зоряною величиною M, видимою зоряною величиною m і відстанню до зорі R (у парсеках) : {\displaystyle M=m+5-5\lg R}.

#### Світність зорі
Світність — це повна кількість енергії, що випромінюється в простір з усієї поверхні зорі за одиницю часу. Світність зорі характеризує потік енергії, випромінюваної зорею в усіх напрямках, і має розмірність потужності Дж/с або Вт.
Абсолютна зоряна величина Сонця в усіх діапазонах випромінювання (болометрична величина) М¤=4,72, його світність L¤=3,86·1026 Вт.
Світність інших зір зазвичай визначають у відносних одиницях, порівнюючи зі світністю Сонця.
За світністю зорі можуть відрізнятися в мільярд разів. Відомі зорі, що випромінюють в десятки тисяч разів менше, ніж Сонце. А зоря S Золотої Риби в мільйон разів яскравіша за Сонце, її абсолютна зоряна величина M =-10,6. 
Серед зір дуже високої світності виділяють гіганти і надгіганти. Більшість гігантів має температуру 3000-4000 К, тому їх називають червоними гігантами. Надгіганти, наприклад, Бетельгейзе — найпотужніші джерела світла. Зорі, які мають маленьку світність, називаються карликами.
Світність залежить від температури на поверхні зорі та її радіуса. Числові значення маси, радіуса й світності зір прийнято виражати в одиницях маси, радіуса й світності Сонця.
Маси відомих нам зір змінюються в межах від 0,01-0,03 (коричневі карлики, зорі з найменшою масою) до 60-70 сонячних мас (блакитні надгіганти, наймасивніші зорі). Останнім часом з'явились повідомлення про відкриття зір з масами до 100 чи то й 200 сонячних мас. Масою зорі визначається яким чином зоря завершить своє існування.

#### Колір та температура
Однією з найважливіших характеристик, що визначають фізичний стан небесних світил, є їх температура. Як і інші параметри, температура світил визначається по їх випромінюванню за допомогою тих чи інших теоретичних припущень. Зокрема, вважається, що джерело світла перебуває в стані термодинамічної рівноваги.
Так як останнє не завжди має місце в атмосферах зір, то визначення температури світил різними методами можуть значно відрізнятися один від одного. Ефективна температура зорі являє собою температуру абсолютно чорного тіла, розміри якого дорівнюють розмірам зорі і повне випромінювання якого дорівнює повного випромінювання зорі.
Сонце має поверхневу температуру в 6000 К і температуру надр 13 000 000 К. Температура зорі, певна для різних ділянок її спектра, може бути при цьому різною.
Показник кольору зір. Температура зір визначає їх колір. Зорі з найбільшою температури поверхні (близько 30 000 К) мають блакитно-біле забарвлення. Зорі, поверхнева температура яких близько 3000 К, мають червоне забарвлення.
Сонце з температурою 6000 К на поверхні має жовте забарвлення. Зорі проміжної поверхневої температури мають забарвлення біле, жовтувато-біле і жовтувато-червоне.
При цьому деякі із зір будуть здаватися нам блакитно-білими (Сиріус, Вега), інші зорі жовтими (Капела, Спіка) і, нарешті, деякі зорі червоними (Антарес, Альдебаран). Як запобіжне забарвлення зорі прийнято наступне: визначається блиск зорі, сфотографований через синій фільтр, і її ж блиск — через жовтий фільтр.
Різниця цих значень називається показником кольору зорі і приймається за міру кольору зорі. Можна дати інше визначення кольору зорі: показником кольору називають різницю між фотографічною величиною зорі і її візуальною величиною. Останнє визначення базується на тому, що фотографічна пластинка найутливіша до блакитних променів, а очі — до жовто-зелених.
Фотографічна й візуальна величини білих зір типу Сіріуса однакові. Блакитні зорі фотографічно будуть більш яскравими, ніж візуально. Тому різниця фотографічної і візуальної величини таких зір буде негативною. Жовті і червоні зорі фотографічно будуть менш яскраві, ніж візуально. Тому різниця фотографічної і візуальної величини таких зір буде позитивною.

#### Розміри зір
Ефективна температура зорі визначається із закону Стефана — Больцмана, де q — енергія, випромінювана одиницею поверхні зорі за одиницю часу; σ — постійна Стефана-Больцмана; Т — абсолютна температура поверхні зорі.
Потужність, випромінювана зорею радіуса R, визначається загальною площею її поверхні, тобто ε=4πR2∙ q= 4πR2∙ σ∙ T4. З іншого боку для Сонця ε=4πR2∙ σ∙ Т4. Звідси маємо: R/R=(L)0,5T2/T2, де L=ε/ ε, світність зорі в одиницях світності Сонця.
Зорі, за рідкісним винятком, спостерігаються як точкові джерела випромінювання. Це означає, що їх кутові розміри дуже малі. Навіть у найбільші телескопи не можна побачити «справжній» диск зорі.
Методи визначення розмірів зір:
• за спостереженнями затемнення Місяцем зорі можна визначити кутовий розмір, а, знаючи відстань до зорі, можна визначити її справжні, лінійні розміри;
• безпосередньо розміри зорі можна виміряти на спеціальному приладі — оптичному інтерферометрі;
• розміри зорі можна розрахувати теоретично, виходячи з оцінок повної світності й температури за законом Стефана-Больцмана.
Світність зорі пов'язана з її радіусом формулою L = σT4 ∙ 4πR2 або {\displaystyle R/R_{\bigodot }={\sqrt {((L/L_{\bigodot }\cdot ((6000/T)^{4})}}}
Цей метод дозволяє визначити радіус зорі за її температурою й світністю.
Розміри зір істотно розрізняються між собою: існують карлики, гіганти і звичайні зорі, яких більшість. Вимірювання показали, що розміри білих карликів — кілька тисяч кілометрів, а розміри червоних гігантів можна порівняти з розмірами Сонячної системи.
Найменшими серед звичайних зір є червоні карлики. Маси їх і радіуси — десяті частки сонячних, а середня густина у 10-100 разів більша, ніж густина води. Білі карлики ще менші, але це вже незвичайні зорі.
Зоря VY Canis Majoris, що розташована в сузір'ї Великого Пса є найвідомішим представником зоряного світу. Зоря розташована за 5 тисяч світлових років від Сонячної системи. Діаметр зорі становить 2,9 млрд км.

#### Маса зір
Маса — найважливіша характеристика кожної зорі, від якої залежать усі інші її параметри: світність, радіус, ефективна температура та інше. Однак, для деяких зір світність практично нічого не говорить про їхню масу. Так зоря-гігант зовсім не обов'язково має бути масивнішою за нормальну зорю-карлика.
Визначення зоряних мас є складною задачею. Визначені маси зір лежать у межах від 0,1 ☉ до 50 М☉. Тобто, навіть найменші за масою зорі значно масивніші будь-якої планети Сонячної системи. Припускається, що мають існувати зорі з масою більше 100 М☉. У більшості вивчених зір маси лежать у межах від 0,3 М☉до 3 М☉.
Масу можна оцінити для зір, що входять у подвійні зоряні системи, якщо відомі велика піввісь орбіти а і період обертання T. У цьому випадку маси визначаються з третього закону Кеплера, який може бути записаний в наступному вигляді:  {\displaystyle 4\pi ^{2}/T^{2}=(G/a)\cdot ((M_{1})\cdot (M_{2})/(M_{1}+M_{2}))}
де M1 і M2 — маси компонент системи, G — гравітаційна стала. Рівняння дає суму мас компонент системи. Якщо до того ж відомо відношення орбітальних швидкостей, то їх маси можна визначити окремо. На жаль, тільки для порівняно невеликої кількості подвійних систем можна таким чином визначити масу кожної із зір.
Усі інші способи оцінок маси — непрямі. Наразі, астрономія не має в своєму розпорядженні методів прямого й незалежного визначення маси ізольованої зорі[джерело?]. Для зір головної послідовності встановлено, що чим більша маса, тим вища світність зорі. Ця залежність нелінійна: зі збільшенням маси вдвічі світність зростає більш ніж у 10 разів.

Порівняння мас і світності для більшості зір виявили таку залежність: світність приблизно пропорційна четвертому ступеню маси: {\displaystyle L/L_{\bigodot }\approx (M/M_{\bigodot })^{4}}
Зоря, яка вдвічі масивніша Сонця, випромінює приблизно в 16 разів потужніше.
Під дією високої температури (мільйони Кельвінів) атоми повністю іонізуються, а відстані між ними скорочуються. Густина газу в центрі Сонця в сто разів перевищує густину води. Температура зорі також збільшується в міру наближення до центру.

#### Хімічний склад зоряної речовини
Життя зорі залежить від хімічного складу речовини. Історія вивчення хімічного складу зір починається з середини XIX ст. На зорях не виявлено жодного невідомого хімічного елемента. Єдиний елемент, який спочатку було відкрито  на Сонці і лише потім виявлено на Землі —, гелій. Найбільше в зорях міститься водню. Приблизно втричі менше в них гелію. Частка важких елементів невелика (на Сонці — близько 2 %), але вони, за висловом американського астрофізика Девіда Грея, мов дрібка солі в тарілці супу, надають особливого смаку роботі дослідника зір[джерело?]. Від їх кількості деякою мірою залежать і розмір, і температура, і світність зорі.
Після водню й гелію в зорях найпоширеніші ті самі елементи, які поширені на Землі: кисень, вуглець, азот, залізо та ін. Хімічний склад у зір різного віку різний. У найстаріших зір частка елементів, важчих від гелію, значно менша, ніж на Сонці. У деяких зорях вміст заліза менше від сонячного в сотні й тисячі разів. А от зір, де цих елементів було б більше, ніж на Сонці, порівняно небагато. Ці зорі (багато з них — подвійні), як правило, є незвичайними й за іншими параметрами: температурою, напруженістю магнітного поля, швидкістю обертання. Деякі зорі виділяються за вмістом якого-небудь одного елемента або групи елементів. Такі, наприклад, барієві або ртутно-марганцеві зорі. Причини подібних аномалій поки малозрозумілі.
Хімічний склад — один із фундаментальних параметрів зорі, від якого залежать її будова і спектр випромінювання. Вивчення хімічного складу зір дозволяє розв'язати загальнонаукові проблеми, такі як походження хімічних елементів, еволюція зір, походження і розвиток Всесвіту.

### Енергія зір

Моделі теплообміну в зорях

Зоря у Всесвіті є велетенським ядерним осередком. Внаслідок реакцій термоядерного синтезу в надрах зорі водень перетворюється на гелій. Так зоря набуває енергію.
Для зір головної послідовності основним джерелом енергії є ядерні реакції з участю водню: протон-протонний цикл, характерний для зір з масою близько сонячної і CNO-цикл (вуглецевий), що йде тільки в масивних зорях і тільки при наявності в їх складі вуглецю. На пізніших стадіях еволюції зорі можуть відбуватися ядерні реакції і з важчими елементами аж до заліза.
Зоря перебуває на головній послідовності дуже довго. Горіння водню — найтриваліша стадія еволюції зорі, оскільки в молодій зорі водню до 70 % від всієї маси. При перетворенні водню на гелій виділяється велика кількість енергії. Вага верхніх шарів зорі врівноважується на стадії головної послідовності тиском зоряного газу.
Зорі, маса яких перевищує масу Сонця в кілька разів, реалізують інші термоядерні реакції, в яких головними учасниками є ядра гелію. Виділення енергії при горінні гелію приблизно на порядок менше, ніж при горінні водню, тому час перебування і число зір на цій стадії значно менше, ніж на головній послідовності. Але завдяки високій світності (це зорі, що перебувають на стадії червоного гіганта або надгіганта), вони добре вивчені.
Найважливіша реакція у цих зір — потрійна альфа-реакція.
При вищих температурах, як показують теоретичні розрахунки, відбуваються реакції горіння C12, O16, Ne20, Mg24, Si28. Енерговиділення в них можна порівняти з енерговиділенням 3α-реакції, проте потужне нейтринне випромінювання через високу температуру 2∙109 K робить час життя зорі на цих стадіях набагато меншим, ніж на стадії горіння гелію. Ймовірність виявлення таких зір вкрай мала, і в даний час немає жодного впевненого ототожнення зорі в спокійному стані, що виділяє енергію за рахунок спалювання С12 або важчих елементів.
Зорі головної послідовності є найпоширенішими у Всесвіті. Сонце, типова зоря головної послідовності, за останні 5 мільярдів років вже витратило половину водневого палива і зможе підтримувати своє існування протягом ще 6-7 мільярдів років, перш ніж запаси водню в його ядрі вичерпаються. Тоді Сонце перетвориться на червоного гіганта.

### Моделі зір
Для «побудови» моделі зорі, тобто знаходження розподілу тиску, густини й температури від центра зорі до її поверхні достатньо щоб були відомі її параметри — маса, радіус та світність (рис.1). Докладніше картину побудови моделі зорі дає теорія внутрішньої будови зорі, зокрема основні її рівняння.
У надрах Сонця відбувається променистий перенос енергії, у зовнішній оболонці — конвективний. Виявилось, що таку будову мають усі зорі головної послідовності; товщина зовнішньої конвективної зони тим більша, чим менша ефективна температура зорі. У зір верхньої частини головної послідовності зовнішньої конвективної зони немає. Такі зорі мають більше конвективне ядро, оточене променистою оболонкою (рис. 2).

Складнішу модель мають червоні гіганти та надгіганти. У центрі гіганта розташоване ізотермічне ядро, у якому температура практично незмінна (його радіус складає приблизно 0,001R☉, маса 0,25М☉). Ядро оточене тонким шаром, у якому відбуваються енергії за рахунок термоядерних реакцій. Далі — шар товщиною приблизно 0,1R☉, у якому енергія переноситься випромінюванням.